# Спрингфилд (Вирџинија)
Спрингфилд (енгл. Springfield) насељено је место без административног статуса у америчкој савезној држави Вирџинија.

## Демографија
По попису из 2010. године број становника је 30.484, што је 67 (0,2%) становника више него 2000. године.
| Група             | 2000.          | 2010.          |
| Белци             | 15.097 (49,6%) | 11.659 (38,2%) |
| Афроамериканци    | 2.722 (8,9%)   | 2.739 (9,0%)   |
| Азијати           | 6.251 (20,6%)  | 7.415 (24,3%)  |
| Хиспаноамериканци | 5.373 (17,7%)  | 7.766 (25,5%)  |
| Укупно            | 30.417         | 30.484         |